# Norberg (Ort)

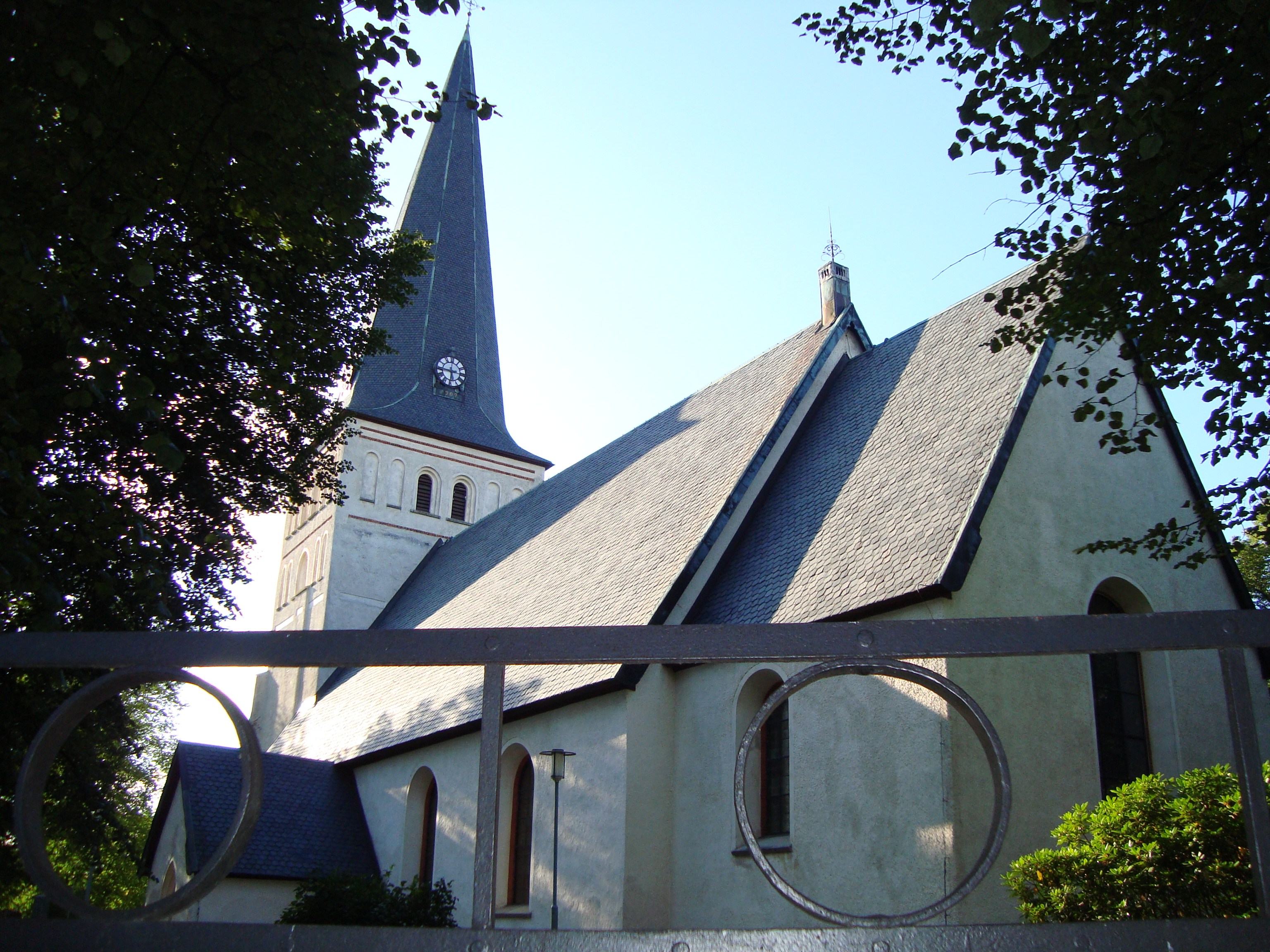
Die Norbergs kyrka in Norberg

Norberg ist eine Ortschaft (tätort) in der schwedischen Provinz Västmanlands län und der historischen Provinz Västmanland. Sie ist der Hauptort der Gemeinde Norberg.
Der Ort liegt etwa 75 Kilometer nordwestlich von Västerås zwischen Fagersta und Avesta an der Reichsstraße riksväg 68.

## Geschichte
Norberg ist ein altes Zentrum für die Verarbeitung von Eisen und anderen Bergbauprodukten (Norbergs bergslag).

## Personen
- Albert Gustaf Dahlman (1848–1920), Scharfrichter
- Mats Johansson (* 1971), Freestyle-Skier